# Zgropolci
Zgropolci (makedonsky: Згрополци) je vysídlená vesnice v Severní Makedonii. Nachází se v opštině Gradsko ve Vardarském regionu.

## Geografie
Vesnice Zgropolci se nachází 9 km od města Veles, bezprostředně na pravém břehu řeky Vardar a na pravé straně místní dálnice spojující města Veles a Gradsko. Leží v nadmořské výšce 160 metrů. Dříve byla vesnice rozdělena na dvě čtvrti, Dolno a Maalo. Z vesnice zbyly pouze dva domy, v jednom z nich žil poslední obyvatel až do své smrti.

## Historie
Obec byla osídlena již v římských dobách, o čemž svědčí nedaleké naleziště osady.

#### Původ a význam názvu vesnice
Podle záznamů se v minulosti název vyslovoval jako „Zgoropolci“, což znamená „spálené pole“ (název odkazuje na paleogenní půdu nad obcí). Od Zgropolci, podél celého toku řeky Vardar, přes celé údolí Tikveš, má země světle šedou a popelavou barvu, připomínající spáleniště. Zároveň se kolem vesnice nachází i rudé části půdy.

## Demografie
Podle záznamů Vasila Kančova z roku 1900 žilo ve vesnici 75 obyvatel makedonské národnosti.
Během 20. století se začala vesnice vylidňovat. V roce 1981 zde žili poslední 3 obyvatelé. Vesnice je od 80. let až dodnes opuštěna.